# Leucon ensis
Leucon ensis är en kräftdjursart som beskrevs av Bishop 1981. Leucon ensis ingår i släktet Leucon och familjen Leuconidae. Inga underarter finns listade i Catalogue of Life.